# Épisiotomie

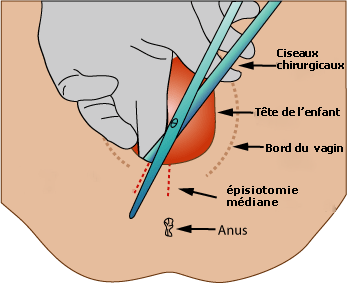
Épisiotomie médio-latérale droite.

 (novembre 2018).
L'épisiotomie est un acte chirurgical consistant à inciser le périnée au moment de l'accouchement lors de la phase d'expulsion foetale. Cette incision a idéalement pour but de sectionner le muscle élévateur de l'anus. Elle est classiquement unilatérale et médio-latérale droite en France.
La pratique de l'épisiotomie est un geste prophylactique utilisé depuis le XVIIIe siècle et qui reste actuellement assez largement répandu, particulièrement en France, bien que son utilité soit très discutée. Le taux d'épisiotomie est en moyenne de 20 % en France en 2016.
Les bénéfices supposés de ce geste sont discutés par la recherche scientifique depuis plusieurs décennies.

## Épidémiologie
Les taux d'épisiotomies sont d'environ 13 % au Royaume-Uni et moins de 6 % en Suède. Le taux américain est passé en 15 ans de plus de 60 % à moins de 25 % (données 2004) et continue encore de décroître. En France le taux d'épisiotomies a fortement baissé, puisque ce geste était réalisé en 1998 chez 71,3 % des primipares et 36,2 % des multipares, en 2010 chez 44,8 % des primipares et 14,4 % des multipares et en 2016 chez 34,9 % des primipares et 9,8 % des multipares.

## Bénéfices attendus, réalités cliniques et recommandations

### Remise en cause de l'épisiotomie systématique
L'épisiotomie systématique était pratiquée dans le but de prévenir les déchirures graves du périnée et notamment des sphincters externe et interne de l'anus. La recherche montre que non seulement la pratique systématique de l'épisiotomie ne permet pas de réduire les déchirures du 3e ou 4e degré, mais que dans certains cas, le résultat est inverse de celui escompté.
Ainsi, ces lésions à risque d'incontinence anale devaient être prévenues par l'épisiotomie. Les études cliniques ont démontré une stabilité des lésions des sphincters, et qu'elle est même associée à une majoration de l'incontinence dans les 3 mois après l'accouchement.
La prévention du prolapsus génital par l'épisiotomie n'est pas démontrée, car aucune étude médicale ne porte sur une période de temps assez longue pour l'attester. Il est mesuré que la force musculaire du périnée est moindre, trois mois après l'accouchement, chez les femmes ayant bénéficié d'une épisiotomie.

### Vers une pratique sélective de l'épisiotomie
Une revue de la littérature (incluant 5977 femmes) réalisée en 2017 par la Cochrane a permis de mettre en évidence d'autres résultats d'études :
- chez les femmes pour lesquelles un accouchement non instrumental est prévu, l'épisiotomie sélective permettrait de diminuer de 30 % le nombre de traumatismes périnéaux graves, comparé à l'épisiotomie systématique.
- l'épisiotomie sélective ne semble pas augmenter la morbidité fœto-maternelle.

Cependant pour évaluer l'intérêt de l'épisiotomie systématique dans les cas d'accouchement instrumentaux prévus, d'autres études apparaissaient nécessaires.
Une des limites principales relevée par les auteurs à cette revue de littérature est l'absence de comparaison de l'épisiotomie sélective à l'absence d'épisiotomie.

### Les indications de l'épisiotomie dans les cas particuliers
- Les extractions instrumentales, c'est-à-dire par ventouses ou forceps : la recherche montre qu'il n'y a pas lieu d'effectuer systématiquement une épisiotomie dans ces cas, d'autant plus que le taux de lésions périnéales graves est augmenté s'il y a une épisiotomie lors d'une extraction instrumentale. Les professionnels ajoutent néanmoins que les conditions qui ont mené à décider d'une extraction instrumentale peuvent justifier une épisiotomie dans ce cas.
- Les manœuvres obstétricales : extraction d'un second jumeau, dystocie des épaules, la macrosomie, les présentations non classiques du fœtus (en siège, par la face…), la prématurité : il n'y a pas de preuves pour recommander ou non la pratique de l'épisiotomie dans ces cas. Il semble cependant logique que l'obstétricien puisse être amené à pratiquer l'épisiotomie pour faciliter une extraction instrumentale, bien que les taux dans ce cas puissent rester nettement inférieurs à 100%, outre que cette pratique n'a pas d'incidence favorable sur une présentation à haut risque comme la dystocie des épaules[7].
- Les périnées à risques : le seul type de périnée dit « à risques » qui justifierait, selon la recherche, la pratique de l'épisiotomie est le périnée court, défini comme une distance fourchette-centre de l’anus inférieur ou égal à 3 cm. Pour les périnées cicatriciels (antécédents de lésions périnéales de haut degré), il y a un fort taux de récidive (l'accouchement par voie basse doit donc être discuté) mais l'épisiotomie ne protège pas contre ce risque.
- L'état fœtal non rassurant : la réalisation d'épisiotomies dans ce cas n'améliore pas les résultats néonatals, selon les chercheurs[8]. Cependant, les professionnels peuvent être amenés à réaliser l'épisiotomie s'il faut réduire le temps de l'expulsion.
- La primiparité : les études arrivent toutes à la conclusion que la naissance d'un premier nouveau-né ne justifie pas d'épisiotomie systématique.

### Recommandations pour la pratique clinique de 2018 duCollège national des gynécologues et obstétriciens français
Les recommandations sont de ne pas réaliser une épisiotomie systématique devant l'absence de preuve de diminution de lésion périnéale grave lors d'un accouchement normal. Il n'existe pas non plus de de preuve pour indiquer une épisiotomie en cas de présentation du siège, de grossesse gémellaire ou de variété postérieure. L’indication de l’épisiotomie au cours d’un accouchement est donc à mesurer selon les facteurs de risques et le déroulement de l'expulsion foetale.

## Technique chirurgicale

### Types d'épisiotomie

#### Épisiotomie médiane
Incision de la fourchette vulvaire directement vers l'anus sur environ 4 centimètres. Bien qu'elle soit encore fréquente dans les pays anglo-saxons, on sait qu'elle crée une zone de faiblesse médiane qui peut filer vers le bas et provoquer une rupture du sphincter anal dans près de 20 % des cas.

#### Épisiotomie médio-latérale droite
Incision qui est illustrée sur le dessin de l'article. C'est la plus pratiquée en France. L'incision doit partir de la partie médiane de la fourchette et se diriger latéralement et en dehors vers la région ischiatique (soit un angle de 45° par rapport à la verticale) sur six centimètres en moyenne.

#### Autres types d'épisiotomie totalement abandonnés
- Épisiotomies bilatérales ;
- épisiotomies à multiples incisions radiées ;
- épisiotomies latérales, qui augmentaient significativement le risque d'une lésion des glandes de Bartholin au moment de l'incision.

### Types de sutures
Trois plans sont à suturer après une épisiotomie :
- vagin
- muscle du périnée
- peau et muqueuse.

Les techniques de sutures varient selon les auteurs.

## Complications de l'épisiotomie
La région incisée peut devenir le siège d'infections aiguë ou chronique.
Une épisiotomie peut également augmenter les douleurs périnéales post-partum et provoquer des troubles de défécation, particulièrement dans le cas des épisiotomies médianes. Les relations sexuelles peuvent également être perturbées par formation de fibrose cutanée ou récupération incomplète de la tonicité du muscle.

## Historique de la remise en cause d'une pratique ancienne en France

### Historique
« Il peut paraître surprenant de rédiger une recommandation pour la pratique clinique pour un geste aussi simple et aussi courant que l’épisiotomie, le plus fréquemment réalisé en salle d’accouchement en dehors de la section du cordon ombilical ! En fait, depuis la première incision chirurgicale du périnée d’une parturiente réalisée en 1742 par Felding Ould, l’épisiotomie a connu des fortunes diverses. Sans en refaire l’historique, ce n’est que très progressivement qu’elle a connu un engouement tel que certains n’hésitaient pas à la pratiquer de façon systématique pour l’accouchement de la primipare. La sonnette d’alarme a été tirée par une première revue de la littérature, de 1860 à 1980, publiée en 1983 par Thacker et Banta : aucune étude véritablement rigoureuse comparant risques et bénéfices de l’épisiotomie prophylactique n’avait jamais été réalisée. Mais le premier réquisitoire vraiment structuré contre l’utilisation large de l’épisiotomie a été développé dans une revue très complète de Robert Woolley en 1995 »

— Pr Bernard Jacquetin, président du groupe de travail du CNGOF, Journal de Gynécologie Obstétrique et Biologie de la Reproduction février 2006, volume 35, no S1, p. 7.
À la suite de la campagne d’information menée par une association française (Semaine mondiale pour l’accouchement respecté, 10-16 mai 2004), le collectif CIANE a écrit au Ministre de la Santé, le 2 juillet 2004, pour demander une saisine de l'ANAES (Agence nationale d’accréditation et d’évaluation en santé) au sujet de l'épisiotomie. Cette initiative a bénéficié du soutien de la Caisse nationale d'assurance maladie des travailleurs salariés (CNAMTS) et du Collège national des gynécologues et obstétriciens français (CNGOF).
Lors de la première réunion du Comité technique « Périnatalité » à la Haute autorité de santé (HAS, qui remplace l’ANAES), le 24 mai 2005, le Comité technique s’est prononcé à l’unanimité pour retenir le thème « Place de l’épisiotomie dans la pratique obstétricale » parmi les objectifs prioritaires du programme 2005 de recommandations de pratique clinique (RPC).
Par la suite, le CNGOF a pris l’initiative de travailler à l’élaboration d’une RPC en dehors du cadre de la HAS, mais plusieurs membres du CIANE ont été invités par le Professeur Michel Dreyfus à commenter les documents des rapporteurs. Le CIANE a donc constitué son propre groupe de travail qui, en accord avec les représentants des associations, a remis au CNGOF, en septembre 2005, un document de relecture.
- [PDF] « Document de relecture du CIANE » (27/09/2005)
- « Résumé des Recommandations de pratique clinique sur le site du CNGOF » (18/11/2005)

En 2009, le comité de validation de la Haute autorité de santé a refusé de labelliser les recommandations du CNGOF.

### Discussion du taux de 30%
- Si vous ne connaissez pas le sujet, laissez ce bandeau (vous pouvez alors contacter les auteurs).
- Si vous supprimez le contenu mis en cause (vous pouvez préalablement contacter les auteurs),

argumentez précisément cette suppression dans la page de discussion
(un manque de référence n'est pas un argument ; une recherche réelle de référence doit avoir été effectuée, être formellement documentée).
Le Collectif d'usagers s'est déclaré déçu par les conclusions de ces RPC partiellement contradictoires avec l'analyse de la littérature scientifique, ainsi que par l'objectif de réduire dans un premier temps le taux national à « 30 % d'épisiotomies », sachant que ce taux a été fixé arbitrairement par le CNGOF sans aucune justification scientifique : « (…) le taux global national devrait se situer en dessous de 30 % des accouchements par voie basse, pourcentage qui pourrait dans l’avenir continuer à s’abaisser s’il se confirme que cette politique de réduction a des conséquences positives, à l’image d’autres pays qui l’ont adoptée. »
En France, « le taux varie d’une région à une autre, d’une population à une autre, d’un établissement à un autre et même d’un opérateur à un autre. (…) “Depuis 1994, mon taux d’épisiotomie est à 0”, se flatte Jack Mouchel, gynécologue-obstétricien à la clinique du Tertre-rouge (Le Mans) ».
Pour évaluer le bénéfice escompté d'un taux national de 30 %, on peut comparer deux études, menées sur plus de 10 000 accouchements, à la même époque, avec des taux moyens d'épisiotomies proches de 34 % (de Leeuw, aux Pays-Bas) et de 4 % (Rockner, en Suède).
| Étude                                  | Épisiotomies | Épisiotomies | Déchirures sévères | Déchirures sévères |
| Étude                                  | nullipares   | multipares   | nullipares         | multipares         |
| -------------------------------------- | ------------ | ------------ | ------------------ | ------------------ |
| de Leeuw (Pays-Bas, 2001)              | 34 %         | 34 %         | 2,7 %              | 1,3 %              |
| Rockner & Fianu-Jonasson (Suède, 1999) | 6,6 %        | 1 %          | 2,3 %              | 0,6 %              |

Les taux de déchirures sévères dans ces deux études sont équivalents. Ce n’est donc pas l’épisiotomie qui protège le périnée. Deux explications possibles :
1. Les données sont fausses : une proportion importante des déchirures sévères n’est pas inscrite dans les dossiers. À ce point, cela paraît improbable.
2. L’échantillon statistique était hétérogène, ce qui revient à dire qu'il y avait des  variables confondantes (cachées) non prises en compte.

L’échantillon statistique de de Leeuw et collègues est effectivement très hétérogène, regroupant toutes les maternités et les accouchements à domicile. Comme le montrent d’autres auteurs cités dans le même article, cela se traduit par des résultats très dispersés selon les maternités.
La pratique hollandaise et la pratique suédoise sont également assez différentes. La seconde est particulièrement respectueuse du mécanisme physiologique de l'accouchement, n’imposant pas à la parturiente une position pour accoucher, ni l’immobilité pendant le travail, et ne faisant appel aux médicaments et à la gestion active du travail que dans les cas réellement pathologiques.

« En 2003, le CHU de Besançon faisait 19 % d'épisiotomies, un pourcentage déjà peu élevé par rapport à la moyenne nationale de 47 %. Il passe à 10 % après la publication des recommandations pour la pratique du CNGOF en 2006, pour atteindre 3,4 % désormais [en 2007] ! […] Ces pratiques nouvelles n'ont pas augmenté le taux de déchirures du troisième et quatrième degré. « Notre pratique est reproductible », estime le professeur Maillet [(chef de service de la maternité du CHU de Besançon)]. Et sans attendre des années, pourrait-on ajouter. La prudence du CNGOF, qui estimaient que le taux de 30 % préconisé au niveau national pourrait baisser si les conséquences de cette politique de réduction étaient positives, n'est donc plus de mise. On peut désormais plaider moins de 5 % d'épisiotomie. Non seulement c'est possible, mais c'est surtout nettement moins délétère pour les femmes ! »